# پرومتون
پرومتون (به انگلیسی: Prometon) با فرمول شیمیایی C۱۰H۱۹N۵O یک ترکیب شیمیایی با شناسه پاب‌کم ۴۹۲۸ است؛ که جرم مولی آن 225.29 g/mol می‌باشد.